# Tunuyán (departamento)
Tunuyán é um departamento da Argentina, localizado na província de Mendoza.